# Tim Kruger
Marcel Bonn (Düsseldorf, 25 de enero de 1981–Mallorca, 1 de marzo de 2025), conocido por su nombre artístico Tim Kruger, fue un modelo, actor, guionista y director alemán de películas pornográficas.

## Carrera
A los dieciocho años se fue de la casa de sus padres. Trabajó en una empresa de alquiler de películas pornográficas.
En 2006 envió una solicitud a la productora porno de Raging Stallion y le ofrecieron actuar en una película dirigida por Michael Brandon. En diciembre del mismo año llegó el estreno de la primera película con su participación, titulada: Monster Band 11: Bang That Ass, que se filmó en San Francisco.
Grabó películas para sellos como Hot House Entertainment, Raging Stallion Studios, Lucas Entertainment, Black Scorpion Video y Cazzo Film.
En 2009 abrió su propio sitio web (TimTales.com) para producir películas pornográficas gay. 
En 2013, apareció como modelo en los desfiles de moda masculinos en la Semana de la Moda de Barcelona, estuvo en la portada de la revista Toh! (marzo de 2013), Kaltbult (marzo de 2013), Mannschaft (julio/agosto de 2016), Männer (octubre de 2016) y Entrepierna (mayo de 2018).
De acuerdo con el portal en línea de Hornet, en 2017 estaba en la lista de las seis estrellas porno gay favoritas.

## Vida personal
Tuvo una relación con el actor porno Grobes Gerät, a quien conoció en 2005 en un sitio de citas en línea. En 2012, se mudaron a Barcelona.
El 1 de marzo de 2025, la cuenta de X de su sitio web "TimTales" aseguró que su fallecimiento se debió a un accidente doméstico.

## Premios y nominaciones
| Año  | Premio                      | Categoría                                                      | Película                          | Otros artistas                                                                                   | Resultado  |
| ---- | --------------------------- | -------------------------------------------------------------- | --------------------------------- | ------------------------------------------------------------------------------------------------ | ---------- |
| 2008 | Premio GayVN                | La mejor escena de sexo en grupo                               | Puño en el Underground III (2007) | Danny fox, Violator, aaron king, adán fausto, demetrio, ¿ Heyford, aaron summers y tommy Rawlins | Nominación |
| 2010 | Cybersocket Web Award       | La mejor estrella porno                                        | –                                 | –                                                                                                | Nominación |
| 2015 | Cybersocket Web Award       | La mejor estrella porno                                        | –                                 | –                                                                                                | Nominación |
| 2015 | HustlaBall Award            | El mejor estudio de Tim Tales                                  | –                                 | –                                                                                                | Ganador    |
| 2016 | Premios Grabby              | Lo más caliente de la polla                                    | –                                 | –                                                                                                | Nominación |
| 2016 | Premios Grabby              | Androide chico                                                 | –                                 | –                                                                                                | Nominación |
| 2016 | HustlaBall Award            | La mejor escena de "los chicos"                                | –                                 | Darius Ferdynand                                                                                 | Ganador    |
| 2016 | HustlaBall Award            | El mejor europeo de la escena                                  | Knock Knock (2015)                | Jan Torres                                                                                       | Nominación |
| 2016 | HustlaBall Award            | El mejor sitio de timtales.com                                 | –                                 | –                                                                                                | Nominación |
| 2016 | Prowler European Award Porn | Mejor una estrella internacional del porno                     | –                                 | –                                                                                                | Nominación |
| 2018 | Premio GayVN                | Querido papá en virtud de fans                                 | –                                 | –                                                                                                | Nominación |
| 2018 | Prowler European Award Porn | El mejor europeo de activo                                     | –                                 | –                                                                                                | Nominación |
| 2018 | Prowler European Award Porn | El mejor europeo de la papa                                    | –                                 | –                                                                                                | Nominación |
| 2018 | Prowler European Award Porn | Es el más caliente europea estrella porno                      | –                                 | –                                                                                                | Nominación |
| 2018 | Str8UpGayPorn Award         | El premio de los espectadores: la Querida estrella de internet | –                                 | –                                                                                                | Nominación |